# Abbazia d'Hautvillers
L'abbazia di Hautvillers, o abbazia di San Pietro di Hautvillers (in francese: Abbaye Saint-Pierre d'Hautvillers), è un ex monastero benedettino nel comune di Hautvillers del dipartimento della Marna, nel nord-est della Francia, fondata nel 650 da san Nivardo.

## Storia
L'abbazia rimase attiva tra il 665 e la Rivoluzione francese del 1789. Ospitò le presunte reliquie di sant'Elena, imperatrice e madre di Costantino I, tra l'841 e il 1819. Uno dei suoi monaci, Dom Pérignon, contribuì allo sviluppo dello champagne nella regione. L'edificio è classificato come monumento storico dal 1983.